# Amtorg Trading Corporation
A Amtorg Trading Corporation, também conhecida como Amtorg (abreviação de Am erikanskaja Torg ovlja), foi fundada nos EUA em 1924 e representava os interesses do monopólio soviético no comércio exterior. A Amtorg ocupou uma posição como o único comprador de um estado comunista e lidava com quase todas as exportações da URSS, compreendendo principalmente madeira, peles, linho, cerdas e caviar, e todas as importações de matérias-primas e máquinas para a indústria e agricultura soviéticas. Também forneceu às empresas americanas informações sobre oportunidades comerciais na URSS e forneceu às indústrias soviéticas notícias técnicas e informações sobre empresas americanas Mesmo depois que um conselho de comércio mudou-se para um escritório na embaixada soviética em Washington, a URSS usou os serviços da Amtorg para a maior parte de negociações comerciais nos EUA.
O comércio com EUA desempenhou um papel importante para a União Soviética na década de 1920. Ocorreu apesar de uma posição fundamentalmente anti-soviética dos Estados Unidos, que esperou até 1933 pelo reconhecimento diplomático.
A Amtorg foi formada a partir de uma fusão da Arcos America Inc. com a Products Exchange Corporation e estava sediada em Nova York.  O maior acionista era o Banco de Comércio Exterior da URSS, as ações restantes pertenciam à Tsentrosoyuz (União Central das Cooperativas de Consumo) e a dois cidadãos soviéticos empregados pela empresa. O objetivo do negócio era colocar as empresas americanas em contato com as associações relevantes de comércio exterior e explicar os procedimentos no comércio exterior soviético. A Amtorg frequentemente celebrou contratos para essas associações de comércio exterior, mas nunca em seu próprio nome.
Durante a Segunda Guerra Mundial, a Amtorg cuidou do fluxo de suprimentos militares para a União Soviética, incluindo armamentos, matérias-primas, alimentos e uniformes, sob o programa Lend-Lease.
Cercada por uma controvérsia contínua - "atividades subversivas" depois de 1930, como propaganda comunista e espionagem industrial -, a Amtorg sobreviveu à Guerra Fria, mas não sobreviveu ao colapso da União Soviética, desaparecendo silenciosamente em 1998.